# Bombax ceiba
Bombax ceiba, la ceiba común o algodonero rojo, es un árbol de la familia de las malváceas, género Bombax.

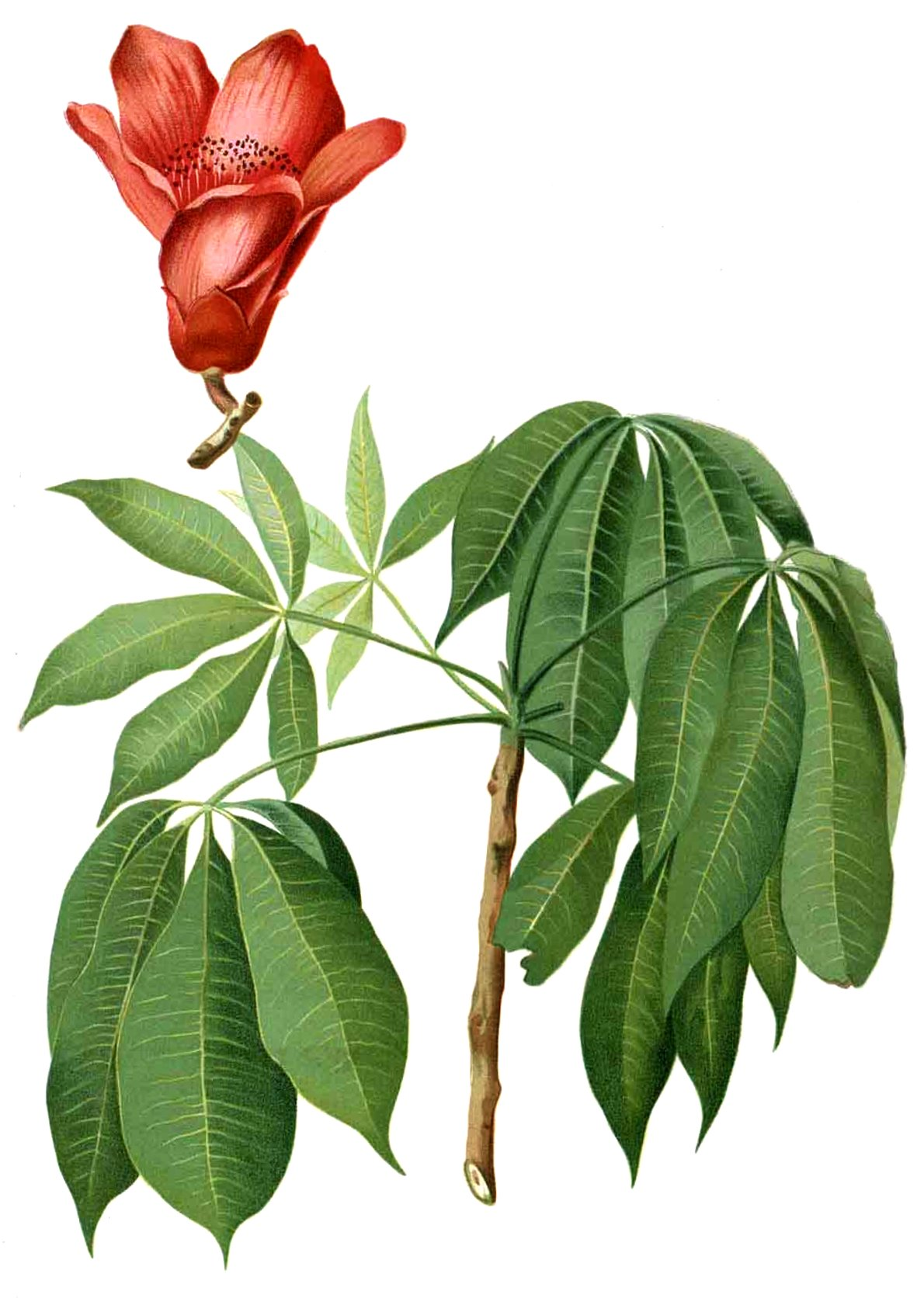
Ilustración

## Localización
Este árbol pudiera tener su origen en la India, se lo nombra en los Himnos del Rig Veda, X 85  911 (1000 AC) "Himno del matrimonio" cómo el árbol, también llamado "Shalmali", del que se saca la madera para el carro que lleva a la novia. Actualmente se encuentra plantado ampliamente por Malasia, Indonesia, sur de China, Hong Kong y Taiwán. Según los escritos chinos, el rey de Nanyue, Chiu To, le regaló un árbol al emperador de la dinastía Han en el siglo II a. C.

## Descripción
Bombax ceiba es un árbol de clima tropical, que posee un tronco recto y esbelto. Poseen hojas caducas que las pierden en invierno. Flores rojas con 5 pétalos, que aparecen en la primavera, antes de que salgan las hojas. Cuando se abren las cáscaras de los frutos poseen fibras parecidas al algodón. Su tronco tiene espinas con la finalidad de defensa ante los ataques de los animales. Aunque su tronco a primera vista parece bueno como fuente de madera, sin embargo su madera es demasiado blanda para esta finalidad. 
El algodón en las cáscaras se usaba como un sustituto del verdadero algodón. Sus flores son uno de los ingredientes que se incluyen en el té chino de hierbas.
En Guangdong se conoce este árbol como: muk min (木綿, lit. madera de algodón) o hung min (紅綿, lit. algodón rojo). También se le conoce como: Ying Hung Shue (英雄樹, lit. árbol héroe), por su tronco recto y esbelto. 
La flor de este árbol es la flor emblema de Cantón y de Kaohsiung. La aerolínea China Southern Airlines la usa en su logotipo.

## Propiedades

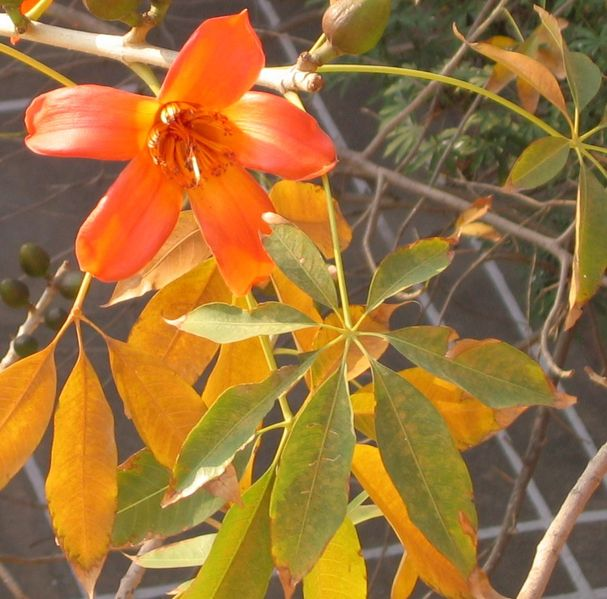
Flores.

Indicaciones: es emético, astringente, demulcente. Se usa la raíz.
Otros usos: Usado por sus fibras celulósicas, cuya cavidad central se llena de aire lo que le da al material gran flotabilidad (por ejemplo para relleno de salvavidas).

## Taxonomía
Entandrophragma angolense fue descrita por  Carlos Linneo y publicado en Species Plantarum 511. 1753.
Sinonimia
- Bombax aculeatum L.
- Bombax heptaphyllum Cav.
- Bombax malabaricum DC.
- Bombax thorelii' Gagnep.
- Bombax tussacii Urb.
- Gossampinus malabarica Merr.
- Gossampinus rubra Buch.-Ham.
- Gossampinus thorelii Bakh.
- Melaleuca grandiflora Blanco
- Salmalia malabarica (DC.) Schott & Endl	[4]